# Willem Boreel (Diplomat, 1591)
Willem Baron Boreel (* 2. März 1591 in Middelburg; † 29. September 1668 in Paris) war ein niederländischer Politiker, Diplomat und Advokat. Er war Peer von England, Baron von Vreendijk und Vreenhove, Heer von Duynbeke, Westhoven, Steeland sowie Perenboom.

## Biografie
Willem Boreel entstammte der Familie der Boreels, seine Eltern waren Jacob Boreel (1552–1636) und Maria Gremminck. Boreel unternahm diverse Reisen in den Mittleren Osten, Kleinasien, Syrien und Palästina, von wo er wertvolle Bücher und Handschriften mitnahm. Im Jahre 1613 festigte er sich als Jurist in Middelburg. Im Jahre 1618 wurde er bei der Niederländischen Ostindien-Kompanie als Advokat eingestellt. Hernach ging er in diplomatischen Dienst nach England, wo er im Jahre 1622 durch König Jakob I. zum Ritter geschlagen wurde. Bei seiner Zurückkehr in die Niederlande wurde er in Amsterdam wohnhaft. Dort heiratete er die Kaufmannstochter Jacoba Carel (1607–1657) und zeugte mit ihr zehn Kinder. Ein Sohn war der niederländische Diplomat Jacob Boreel. Einer seiner Schwager war der Politiker und Regent Gillis Valckenier. Im Jahre 1627 wurde Willem Boreel zum Pensionär von Amsterdam ernannt. Dieses Amt erfüllte er bis in das Jahre 1649.
In den folgenden Jahren erfolgten diverse diplomatische Reisen nach Schweden und in den Jahren 1643/1644 war er in England, um zwischen dem König und dem Parlament zu vermitteln. In Oxford wurde er zum englischen Baron ernannt. 1650 erfolgte seine Gesandtschaft in Venedig. Im Jahre 1653 wurde Boreel zum Peer von England erhoben. Einer weiteren diplomatischen Vertretung der Niederlande in Paris folgten diverse Finanzgeschäfte mit den englischen Königen Karl I. und Karl II. 1657 hatte er mit dem französischen Kardinal und Staatsmann Jules Mazarin zu tun. Willem Boreel ist im Jahre 1668 in Paris verstorben, seine Grabstätte befindet sich in der Grote Kerk in Den Haag.

## Quelle
- Nieuw Nederlandsch Biografisch Woordenboek, Teil 7

| Personendaten    | Personendaten                                    |
| ---------------- | ------------------------------------------------ |
| NAME             | Boreel, Willem                                   |
| ALTERNATIVNAMEN  | Boreel, Willem Baron (vollständiger Name)        |
| KURZBESCHREIBUNG | niederländischer Politiker, Diplomat und Advokat |
| GEBURTSDATUM     | 2. März 1591                                     |
| GEBURTSORT       | Middelburg                                       |
| STERBEDATUM      | 29. September 1668                               |
| STERBEORT        | Paris                                            |